# Rumex rossicus
Rumex rossicus là một loài thực vật có hoa trong họ Rau răm. Loài này được Murb. miêu tả khoa học đầu tiên năm 1913.